# Adony vasútállomás
Adony vasútállomás egy Fejér vármegyei vasútállomás Adony városában, a MÁV üzemeltetésében.
Külterületek közt helyezkedik el, a központtól nagyjából két kilométerre délnyugatra; közúti megközelítését a 6208-as útból kiágazó 62 307-es számú mellékút (települési nevén Vasút utca) biztosítja.

## Az épület
Adony vasútállomásának épülete cseréptetővel rendelkezik és két kéménye van. Az épület sárga színű, fehér díszítő festést használtak az ablak keretezésre. Fehér díszítést kapott az ablak feletti sávozás és a tető alatti rész is. Hat ablaka van a vasútállomásnak. 
A középső épületrész üveges. Oszlopa beton oszlop és zömök. Az ablak kereszt lécei sötétbarna festést kaptak. A várakozó rész üvegajtói szintén barna színűek. A vasútállomás mellett van egy körforgalomnak kialakított hely. Az épületet déli oldalon egy timpanon díszíti kerek ablakkal és egy bolt íves bejárattal, mellette négy kis ablak van. Északi oldalon egy kis kör ablak van, alatta egy félköríves kijárat, mellette egy ablak.
Parcellázható a terület új épületek számára is, mert egy vasúti sín váltóknak kialakított épületen kívül a terület beépítésre vár. Az út túlsó oldala is teljesen üres. Távolsági buszok szoktak az épület mellől indulni. Egy kis árok van Adony irányában, rajta kék korlátú híd van.

## Vasútvonalak
Az állomást az alábbi vasútvonalak érintik:
- Pusztaszabolcs–Paks-vasútvonal

Az állomáshoz két nagyobb kiterjedésű vontatóvágány kapcsolódik. 
- Az országos közforgalmú vasúti hálózatban 42M kóddal szereplő vágány az állomás végponti kitérőitől ágazik ki és a 2,7 kilométernyire elhelyezkedő adonyi kikötő iparvágányait köti össze az országos vasúthálózattal. A vontatóvágányon elsősorban gabonát és építőanyagokat szállítanak.

- 2024-től kezdték kiépíteni az iváncsai ipari park melletti közforgalmú rakodóhoz vezető vontatóvágányt. A vontatóvágány az állomás kezdőponti kitérőiből ágazik ki, hossza 5 km. forgalmát elsősorban az ipari parkban működő akkumulátorgyár küldeményei adják majd.

## Kapcsolódó állomások
A vasútállomáshoz az alábbi állomások vannak a legközelebb:
- Pusztaszabolcs vasútállomás (Pusztaszabolcs–Paks-vasútvonal)
- Kulcs megállóhely (Pusztaszabolcs–Paks-vasútvonal)

## Forgalom
| Járat | Útvonal | Gyakoriság                                                                               |
| ----- | --- | ---------------------------------------------------------------------------------------- |
| S42   | Budapest-Déli – Budapest-Kelenföld – Budafok – Háros – Budatétény – Barosstelep – Nagytétény-Diósd – Érdliget – Érd felső – Érd – Százhalombatta – Dunai Finomító – Ercsi – Iváncsa – Pusztaszabolcs – Adony – Kulcs – Rácalmás – Dunaújváros | Budapest felé reggel óránként, délután 3 óránként; Dunaújváros felé délután 1-4 óránként |
| Z42   | Budapest-Déli – Budapest-Kelenföld – Érd felső – Százhalombatta – Iváncsa – Pusztaszabolcs – Adony – Kulcs – Rácalmás – Dunaújváros | Munkanapokon napi 3 Dunaújváros felé, napi 2 Budapest felé                               |